# I nuovi bestsellers Special
I nuovi bestsellers Special è una collana di libri rosa, stampati dalla Harlequin Mondadori Italia. I romanzi, hanno una produzione di quattro libri ogni due mesi, e riportano tre tipi di numerazione la prima è dall'1 al 30 e la seconda dall'1s al 16s e la terza dall'1s al 72s, dal 73s in copertina viene rinominato con il nome Noir Extreme facendo sempre parte della serie i nuovi bestsellers special, questi libri sono scritti al 90% dalla mano femminile.

## Elenco delle pubblicazioni

### Prima Serie
| N.  | Titolo italiano                       | Autore            | Titolo originale               | Pubblicazione |
| --- | ------------------------------------- | ----------------- | ------------------------------ | ------------- |
| 1   | Giorni di gloria (2ª ed.)             | LaVyrle Spencer   | (Morning Glory)                |               |
| 2   | Volto di donna (2ª ed.)               | Sandra Brown      | (Mirror Image)                 |               |
| 3   | Silver (2ª ed.)                       | Penny Jordan      | (Silver)                       |               |
| 4   | Gli angeli di mezzanotte (2ª ed.)     | Norma Beishir     |                                |               |
| 5   | Segreti (3ª ed.)                      | Nora Roberts      | (Secrets)                      |               |
| 6   | Il giglio e il leopardo (2ª ed.)      | Susan Wiggs       | (The Lily and the Leopard)     |               |
| 7   | Bugie (2ª ed.)                        | Nora Roberts      | (Genuine Lies)                 |               |
| 8   | Scandali (2ª ed.)                     | Sandra Brown      | (Breath Of Scandal)            |               |
| 9   | Giochi proibiti (2ª ed.)              | Penny Jordan      | (Power Play)                   |               |
| 10  | La casa sulla collina (2ª ed.)        | LaVyrle Spencer   | (Twice Loved)                  |               |
| 11  | Le ragioni del cuore (2ª ed.)         | Norma Beishir     |                                |               |
| 12  | La rosa e il corvo (2ª ed.)           | Susan Wiggs       | (The Raven and the Rose)       |               |
| 13  | Innocenza (2ª ed.)                    | Nora Roberts      | (Carnal Innocence)             |               |
| 14  | Verso il paradiso (2ª ed.)            | Sandra Brown      | (Slow Heat In Heaven)          |               |
| 15  | L'incantesimo (2ª ed.)                | Susan Wiggs       | (The Mist and the Magic)       |               |
| 16  | Amici, amanti, nemici (2ª ed.)        | Barbara Victor    |                                |               |
| 17  | Vite segrete (2ª ed.)                 | Diane Chamberlain | (Secret Lives)                 |               |
| 18  | L'isola dei cigni (2ª ed.)            | Ciji Ware         | (Island of the Swans)          |               |
| 18s | Male divino (2ª ed.)                  | Nora Roberts      | (Divine Evil)                  |               |
| 19  | Il giardino dai mille colori (2ª ed.) | Penny Jordan      |                                |               |
| 20  | La sposa promessa (2ª ed.)            | LaVyrle Spencer   | (Vows)                         |               |
| 21  | Il volto della notizia (2ª ed.)       | Norma Beishir     |                                |               |
| 22  | Prigioniera di un corsaro (2ª ed.)    | Patricia Potter   | (Samara)                       |               |
| 23  | Le passioni di Chelsea Kane (2ª ed.)  | Barbara Delinsky  | (The Passions of Chelsea Kane) |               |
| 24  | La parola alla difesa (2ª ed.)        | Harrison Arnston  |                                |               |
| 25  | Sangue apache (2ª ed.)                | Nora Roberts      | (Lawless)                      |               |
| 26  | Un ragionevole dubbio (2ª ed.)        | Sandra Brown      | (Best Kept Secrets)            |               |
| 27  | Il blu sopra le nuvole (2ª ed.)       | Penny Jordan      | (Lingering shadows)            |               |
| 28  | Una scuola nella prateria (2ª ed.)    | LaVyrle Spencer   | (Years)                        |               |
| 29  | Solitaire (2ª ed.)                    | Norma Beishir     |                                |               |
| 30  | Canzoni d'amore (2ª ed.)              | Katherine Stone   | (Love songs)                   |               |

### Seconda Serie
| N.  | Titolo italiano                       | Autore            | Titolo originale      | Pubblicazione |
| --- | ------------------------------------- | ----------------- | --------------------- | ------------- |
| 1s  | Volto di donna                        | Sandra Brown      | (Mirror Image)        |               |
| 2s  | Silver (3ª ed.)                       | Penny Jordan      | (Silver)              |               |
| 3s  | Disperatamente viva                   | Barbara Victor    |                       |               |
| 4s  | La parola alla difesa (3ª ed.)        | Harrison Arnston  |                       |               |
| 5s  | La collana di smeraldi                | Terri Herrington  |                       |               |
| 6s  | Scandali (3ª ed.)                     | Sandra Brown      | (Breath Of Scandal)   |               |
| 7s  | Il giardino dai mille colori (3ª ed.) | Penny Jordan      |                       |               |
| 8s  | Il soffio della vita                  | Barbara Victor    |                       |               |
| 9s  | Amici, amanti, nemici (3ª ed.)        | Barbara Victor    |                       |               |
| 10s | Vite vissute                          | Fern Michaels     | (For All Their Lives) |               |
| 11s | Innocenza (3ª ed.)                    | Nora Roberts      | (Carnal Innocence)    |               |
| 12s | Scacco alla regina                    | Paola Foti        |                       |               |
| 13s | Un giorno d'aprile                    | Mary Lynn Baxter  | (A day in april)      |               |
| 14s | Due famiglie, un segreto (3ª ed.)     | Patricia Coughlin | (Love child)          |               |
| 15s | Più che mai                           | Barbara Delinsky  |                       |               |
| 16s | Così lontano, così vicino             | Barbara Victor    |                       |               |

### Terza Serie
| N.  | Titolo italiano           | Autore             | Titolo originale          | Pubblicazione |
| --- | ------------------------- | ------------------ | ------------------------- | ------------- |
| 1s  | Pioggia di fuoco          | Diane Chamberlain  |                           | Aprile 1999   |
| 2s  | Orchidee blu              | Julia Fenton       |                           | Giugno 1999   |
| 3s  | Scandali privati          | Nora Roberts       | (Private scandals)        | Giugno 1999   |
| 4s  | Il blu sopra le nuvole    | Penny Jordan       |                           | Agosto 1999   |
| 5s  | I cugini                  | Rona Jaffre        |                           | Agosto 1999   |
| 6s  | La sfida                  | Rebecca Brandewyne | (Dust Devil)              | Ottobre 1999  |
| 7s  | La voce del mare          | Heather Graham     | (Eyes of fire)            | Ottobre 1999  |
| 8s  | Caroline                  | Jasmine Cresswell  | (Caroline)                | Dicembre 1999 |
| 9s  | Ghiochi di potere         | Penny Jordan       |                           | Dicembre 1999 |
| 10s | Belle terre               | JoAnn Ross         | (Southern comforts)       | Aprile 2000   |
| 11s | A carte scoperte          | Janice Kaiser      | (Fair Game)               | Aprile 2000   |
| 12s | Il colore dell'oro        | Janet Leigh        |                           | Giugno 2000   |
| 13s | -                         |                    |                           | Giugno 2000   |
| 14s | Non fuggire mai           | Jasmine Cresswell  | (The Daughter)            | Agosto 2000   |
| 15s | Vite intrecciate          | Karen Yong         |                           | Agosto 2000   |
| 16s | La trappola               | Rachel Lee         | (Caught)                  | Ottobre 2000  |
| 17s | Sospetto                  | Carla Heggan       |                           | Ottobre 2000  |
| 18s | Senza un perché           | Taylor Smith       | (Random Acts)             | Dicembre 2000 |
| 19s | La promessa               | Elizabeth Gage     |                           | Dicembre 2000 |
| 20s | Talk show                 | Laura Van Wormer   | (Talk Show)               | Aprile 2001   |
| 21s | Il peccatore              | Penny Jordan       | (The Perfect Sinner)      | Aprile 2001   |
| 22s | Dovere di cronaca         | Laura Van Wormer   |                           | Giugno 2001   |
| 23s | Il coraggio di cambiare   | Emilie Richards    |                           | Giugno 2001   |
| 24s | Tra orgoglio e passione   | Diana Palmer       | (Paper Rose)              | Agosto 2001   |
| 25s | La leggenda della giungla | Catherine Lanigan  |                           | Agosto 2001   |
| 26s | Intrigo a Los Angeles     | Laura Van Wormer   |                           | Ottobre 2001  |
| 27s | A occhi aperti            | Emilie Richards    |                           | Ottobre 2001  |
| 28s | Un volto un velo          | Nell Brien         | (A Veiled Journey)        | Dicembre 2001 |
| 29s | Due di noi (2ª ed.)       | Margot Dalton      | (Tangled Lives)           | Dicembre 2001 |
| 30s | Gloria (2ª ed.)           | Erica Spindler     | (Forbidden Fruit)         | Aprile 2002   |
| 31s | La preda (2ª ed.)         | Lynn Erickson      |                           | Aprile 2002   |
| 32s | Il testimone (2ª ed.)     | Margot Dalton      | (First Impression)        | Giugno 2002   |
| 33s | Fuochi                    | Carla Neggers      | (On Fire)                 | Giugno 2002   |
| 34s | Le fiamme del peccato     | Taylor Smith       | (Deadly Grace)            | Agosto 2002   |
| 35s | L'altra gemella           | Ann Major          | (Inseparable)             | Agosto 2002   |
| 36s | Il colore dell'avorio     | Nell Brien         |                           | Ottobre 2002  |
| 37s | Orchidea nera             | Eva Rutland        |                           | Ottobre 2002  |
| 38s | Per una bambola (2ª ed.)  | Sharon Sala        | (Sweet Baby)              | Dicembre 2002 |
| 39s | Prima pagina (2ª ed.)     | Rebecca Brandewyne | (Glory Seekers)           | Dicembre 2002 |
| 40s | Chat Line                 | Christiane Heggan  | (Chat Line)               | Aprile 2003   |
| 41s | Pochi, brevi giorni       | R.J.Kaiser         | (Glamour Puss)            | Aprile 2003   |
| 42s | Nata con il secolo        | Rona Jaffre        |                           | Giugno 2003   |
| 43s | I girasoli                | R.J.Kaiser         | (Hoodwinked)              | Giugno 2003   |
| 44s | La stagista               | Bonnie Hearn Hill  | (Intern)                  | Luglio 2003   |
| 45s | Senza respiro             | Brenda Novak       | (Taking the Heat)         | Luglio 2003   |
| 46s | Il peccatore (2ª ed.)     | Penny Jordan       | (The Perfect Sinner)      | Ottobre 2003  |
| 47s | Tenera malizia (2ª ed.)   | Catherine Lanigan  |                           | Ottobre 2003  |
| 48s | Non si vive due volte     | Jan Coffey         | (Twice Burned)            | Novembre 2003 |
| 49s | Sotto pressione           | R.J.Kaiser         | (Squeeze Play)            | Novembre 2003 |
| 50s | Uno sparo nel buio        | Mary Lynn Baxter   | (Pulse Points)            | Aprile 2004   |
| 51s | Pecora nera               | R.J.Kaiser         | (Black Sheep)             | Aprile 2004   |
| 52s | A mani legate             | Maggie Shayne      | (Thicker Than Water)      | Giugno 2004   |
| 53s | Radici                    | Metsy Hingle       | (Flash Point)             | Giugno 2004   |
| 54s |                           |                    |                           |               |
| 55s | Vite clandestine          | Shirley Palmer     |                           | Novembre 2004 |
| 56s | Appuntamento al buio      | Judith Arnold      | (Heart On The Line)       | Novembre 2004 |
| 57s | Sette                     | Erica Spindler     | (In Silence)              | Novembre 2005 |
| 58s | L'ombra del faro          | Diane Chamberlain  | (Kiss River)              | Novembre 2005 |
| 59s | Linea di sangue           | Taylor Smith       | (Liar's Market)           | Aprile 2006   |
| 60s | Omicidio a passo di danza | Heather Graham     | (Dead on the Dance Floor) | Aprile 2006   |
| 61s | Anestesia fatale          | Tess Gerritsen     | (Under The Knife)         | Giugno 2006   |
| 62s | Predicatore di morte      | Alex Kava          | (The Soul Catcher)        | Giugno 2006   |
| 63s | Come una farfalla         | Sharon Sala        | (Butterfly)               | Agosto 2006   |
| 64s | Un colpo di fortuna       | Belva Plain        | (Fortune's Hand)          | Agosto 2006   |
| 65s | La congiura               | Jasmine Cresswell  | (The Conspiracy)          | Ottobre 2006  |
| 66s | L'alba di un giorno nuovo | Belva Plain        | (Daybreak)                | Ottobre 2006  |
| 67s | Senza un perché (2ª ed.)  | Tara Taylor Smith  | (Random Acts)             | Dicembre 2006 |
| 68s | La giostra d'argento      | Belva Plain        | (The Carousel)            | Dicembre 2006 |
| 69s | Campanello d'allarme      | Dinah McCall       | (Storm Warning)           | Aprile 2006   |
| 70s | Il nemico nascosto        | Carla Neggers      | (The Waterfall)           | Aprile 2006   |
| 71s | Rosa shocking             | Erica Spindler     | (Rosa shocking)           | Giugno 2006   |
| 72s | La voce del mare (3ª ed.) | Heather Graham     | (Eyes of fire)            | Giugno 2006   |

## Serie Noir Extreme
| N.   | Titolo italiano           | Autore            | Titolo originale       | Pubblicazione  |
| ---- | ------------------------- | ----------------- | ---------------------- | -------------- |
| 73s  | Partita con il male       | Alex Kava         | (A Necessary Evil)     | Ottobre 2007   |
| 74s  | Rapito                    | Chris Jordan      | (Taken)                | Ottobre 2007   |
| 75s  | Il sicario                | Taylor Smith      | (Slim to None)         | Ottobre 2007   |
| 76s  | Rosso scarlatto           | M.J.Rose          | (The Delilah Complex)  | Ottobre 2007   |
| 77s  | Piacere mortale           | M.J.Rose          | (The Halo Effect)      | Maggio 2008    |
| 78s  | Doppio assassino          | Erica Spindler    | (Last known victim)    | Maggio 2008    |
| 79s  | Reincarnazione            | M.J.Rose          | (The Reincarnationist) | Luglio 2008    |
| 80s  | La verità sepolta         | Christiane Heggan | (Where Truth Lies)     | Luglio 2008    |
| 81s  | Il giustiziere            | Erica Spindler    | (The Avenger)          | Luglio 2008    |
| 82s  | Presunta colpevole        | Jasmine Cresswell | (Suspect)              | Luglio 2008    |
| 83s  | Il diavolo bianco         | Paul Johnston     | (The Death List)       | Settembre 2008 |
| 84s  | Le ali del male           | Carla Neggers     | (The Angel)            | Settembre 2008 |
| 85s  | Il bersaglio              | Jason Pinter      | (The mark)             | Novembre 2008  |
| 86s  | Misteri nella palude      | Jeanette Baker    | (Chesapeake Summer)    | Novembre 2008  |
| 87s  | Il mondo oltre            | Heather Graham    | The world over)        | Gennaio 2009   |
| 88s  | In trappola               | Chris Jordan      | (Trapped)              | Gennaio 2009   |
| 89s  | Il silenzio dell'acqua    | Brenda Novak      | (Dead Right)           | Marzo 2009     |
| 90s  | Colpevole                 | Jason Pinter      | (The Guilty)           | Marzo 2009     |
| 91s  | La neve scotta            | Carla Neggers     | (Cold Pursuit)         | Maggio 2009    |
| 92s  | Il coltello di Van Gogh   | Taylor Smith      | (Night Cafe)           | Maggio 2009    |
| 93s  | Virus                     | Alex Kava         |                        | Luglio 2009    |
| 94s  | Scrigno della memoria     | M.J. Rose         | (The Memorist)         | Luglio 2009    |
| 95s  | Cinque vite               | Sharon Sala       |                        | Luglio 2009    |
| 96s  | Black out al piano 36     | Angela Hunt       | (The Elevator)         | Luglio 2009    |
| 97s  | La luna di Saigon         | Carla Neggers     | (Betrayals)            | Ottobre 2009   |
| 98s  | Il decimo caso            | Joseph Teller     | (The Tenth Case)       | Ottobre 2009   |
| 99s  | Il collezionista di rosse | Heather Graham    | (The Seance)           | Gennaio 2010   |
| 100s | L'ostaggio                | Chris Jordan      | (Torn)                 | Gennaio 2010   |
| 101s | La finestra sul mare      | Brenda Novak      | (The perfect couple)   | Marzo 2010     |
| 102s | Memoria rubata            | Jason Pinter      | (The Stolen)           | Marzo 2010     |
| 103s | Ombre sull'acqua          | Carla Niggers     |                        | Maggio 2010    |
| 104s | Sei secondi               | Rick Mofina       | (Six Seconds)          | Maggio 2010    |
| 105s | Scacco al diavolo         | Paul Johnston     | (The Soul Collector)   | Luglio 2010    |
| 106s | Hypnotist                 | M.J. Rose         | (With Earbuds)         | Luglio 2010    |
| 107s | Il volto del male         | Heather Graham    | (The killing edge)     | Luglio 2010    |
| 108s | Sete di vendetta          | Sharon Sala       | (Cut Throat)           | Luglio 2010    |
| 109s | Perfetta bugiarda         | Brenda Novak      |                        | Settembre 2010 |
| 110s | Colpevole innocenza       | Joseph Teller     |                        | Settembre 2010 |